# Heinrich Wildfellner
Heinrich Wildfellner (* 18. Jänner 1906 in Grieskirchen; † 30. Jänner 1988 ebenda) war ein oberösterreichischer Politiker (ÖVP) und Rechtsanwalt. Er war von 1954 bis 1967 Landtagsabgeordneter und von 1961 bis 1971 Landesrat in der Oberösterreichischen Landesregierung.

## Ausbildung und Beruf
Wildfellner besuchte ab dem Jahr 1916 auf Anregung des Stadtpfarrers Georg Wagnleithner-Stibler das Bischöfliche Gymnasium Petrinum in Linz und legte 1925 die Matura ab. Er studierte im Anschluss ab 1925 Rechtswissenschaften an der Universität Innsbruck und war Mitglied der katholischen Hochschulverbindung „Austria“. Wildfellner promovierte am 7. Februar 1931 zum Doktor der Rechtswissenschaften und war in der Folge beruflich als Jurist tätig. Er absolvierte zunächst die Gerichtspraxis und Rechtsanwaltspraxis in Grieskirchen und Klagenfurt und war danach vom 1. Mai 1938 bis zum 31. März 1976 als Rechtsanwalt in Grieskirchen aktiv und von 1940 bis zum Ende des Zweiten Weltkriegs bei der Wehrmacht eingesetzt. Zudem war er von 1947 bis 1975 Vorstandsmitglied der Sparkasse Grieskirchen und von 1971 bis 1974 Oberkurator der Landes-Hypothekenanstalt Linz.

## Politik
Wildfellner begann seine politische Karriere als Gemeinderat der Stadt Grieskirchen. Er gehörte diesem Gremium von November 1945 bis Oktober 1966 an und wirkte zudem als Fraktionsobmann der ÖVP Grieskirchen. Zwischen dem 7. Mai 1946 und dem 10. November 1955 hatte er zudem das Amt des Vizebürgermeisters inne. Nach dem Tod von Landesrat Franz Breitwieser rückte er  am 19. Oktober 1954 als Abgeordneter im Oberösterreichischen Landtag nach und wirkte dort als Obmann des Finanzausschusses. Am 16. November 1961 wechselte er für Hermann Kletzmayr als Landesrat für Wirtschaft und Gewerbe, Staatsbürgerschaft und Wahlen in die Oberösterreichische Landesregierung, blieb jedoch auch weiterhin Landtagsabgeordneter. Auch führte er seine Tätigkeit als Obmann des Finanzausschusses fort und wurde 1961 zudem Obmann des neugeschaffenen Kontrollausschusses. Wildfellner schied am 5. Dezember 1967 als Abgeordneter aus dem Landtag aus, setzte jedoch seine Tätigkeit in der Landesregierung als Landesrat für Wirtschaft und Gewerbe bis zum 2. Mai 1971 fort. Er schied im Zuge der Regierungsumbildung nach dem Rücktritt von Landeshauptmann Heinrich Gleißner aus dem Amt.

## Privates
Wildfellner wurde als siebtes und jüngstes Kind der Landwirte Josef und Maria Wildfellner am „Ochsenbergergut“ geboren. Er war ab 1938 mit der Grieskirchner Amtsratstocher Josefine Wiedemann verheiratet und Vater von vier Kindern. Er wurde nach seinem Tod in Grieskirchen bestattet.

## Auszeichnungen
- Großes Goldenes Ehrenzeichen für Verdienste um die Republik Österreich (1971)
- Goldenes Ehrenzeichen des Landes Oberösterreich (1974)
- Julius-Raab-Medaille des Österreichischen Wirtschaftsbundes